# Трубенинское
Трубенинское — деревня Ивняковского сельского поселения Ярославского района Ярославской области.

## География
Деревня окружена лесами, далее в лес по дороге находятся деревни Васюково, Демково, Новлино, Пажа, Козульки, Матвеевское.

## История
В 2006 году деревня вошла в состав Ивняковского сельского поселения образованного в результате слияния Ивняковского и Бекреневского сельсоветов.

## Население
| 2007 | 2010 |
| ---- | ---- |
| 0    | →0   |

### Историческая численность населения
По состоянию на 1859 год в деревне было 7 домов и проживало 40 человек.
По состоянию на 1989 год в деревне проживал 1 человек.
По состоянию на 2002 год постоянного населения в деревне не было.

## Инфраструктура
Основа экономики — личное подсобное хозяйство. По состоянию на 2021 год большинство домов используется жителями для постоянного проживания и проживания в летний период. Вода добывается жителями из личных колодцев.
Почтовое отделение №150509, расположенное в деревне Дорожаево, на март 2022 года обслуживает в деревне 8 домов.

## Транспорт
Поворот на деревню находится по дороге «Ярославль-Углич» после посёлка Смена, между поворотом на Спасское и Дорожаево. Трубенинское первая деревня по дороге «Спасское — Матвеевское».